# Диган, Давиндер Сингх
Давиндер Сингх Диган (англ. Davinder Singh Deegan, 2 февраля 1946, Найроби, Британская Кения) — кенийский хоккеист (хоккей на траве), нападающий.

## Биография
Давиндер Сингх Диган родился 2 февраля 1946 года в кенийском городе Найроби.
Играл в хоккей на траве за «Симба Юнион» из Найроби.
В 1968 году вошёл в состав сборной Кении по хоккею на траве на Олимпийских играх в Мехико, занявшей 8-е место. Играл на позиции нападающего, провёл 10 матчей, забил 6 мячей (два в ворота сборной Великобритании, по одному — Аргентине, Пакистану, Австралии и Испании).
В 1972 году вошёл в состав сборной Кении по хоккею на траве на Олимпийских играх в Мюнхене, занявшей 13-е место. Играл на позиции нападающего, провёл 8 матчей, забил 2 мяча в ворота сборной Индии.